# 6º Gruppo caccia
Il 6º Gruppo caccia era un gruppo di volo della Regia Aeronautica, e poi dell'Aeronautica Militare.

## Storia

### Nella prima guerra mondiale
Il VI Gruppo per l'artiglieria del Corpo Aeronautico del Regio Esercito venne costituito sul campo di aviazione di Oleis di Manzano in Friuli il 30 aprile 1916. 
Il Gruppo comandato dal Maggiore Mario Santi, comprendeva le Squadriglie 45ª Squadriglia su aerei Caudron e 47ª Squadriglia su Farman e dal 16 agosto anche la 41ª Squadriglia Caudron, era alle dipendenze del Comando della 2ª Armata con compiti di ricognizione a favore del tiro dell'artiglieria.
Il 14 novembre cede la 47^. Nel 1916 svolge 1068 voli e 600 fotografie. 
Dalla primavera 1917 il Gruppo passa al Magg. Gino Zanuso, il 10 aprile cede la 41^ ed ai primi di maggio arrivano la 24ª Squadriglia e 29ª Squadriglia di Cavazzo Carnico. 
Poi arriva anche la 2ª Sezione della 113ª Squadriglia, il 9 maggio la 41^ ed a giugno la 3ª Sezione della 83ª Squadriglia di Cavazzo Carnico.
Il 9 luglio 1917 arrivano la 76ª Squadriglia caccia e 81ª Squadriglia aeroplani ed il 25 luglio la 27ª Squadriglia S.P..
In estate arriva anche la 78ª Squadriglia Caccia, sul campo di Borgnano con aerei Nieuport, Hanriot HD.1 e Spad.
Il 10 agosto al Gruppo comandato dal Magg. Eginardo Bongiovanni arrivano la 35ª Squadriglia e 36ª Squadriglia e si sciolgono la 41^ e 45^.
In settembre si scioglie la 29^ ed il 2 novembre si scioglie il Gruppo e viene costituito un Sottogruppo per l'artiglieria con la 24ª, 27ª, 35ª Squadriglia, 36ª e 39ª Squadriglia ed un sottogruppo da caccia comandato dal Tenente Colonnello Pier Ruggero Piccio con la 76ª, 78ª e 81ª. 
Il 10 novembre il Gruppo viene ricostituito al comando del Magg. Salvatore Calori con la 76ª, 78ª e 81ª dipendente dal comando d'Aeronautica per la 4ª Armata di Istrana.
Le tre squadriglie dell'Aeroporto di Istrana furono dotate di aerei Nieuport ed Hanriot e dopo la Battaglia di Istrana del 26 dicembre il gruppo fu insignito della medaglia di bronzo al valor militare per l'abbattimento di 9 aerei tedeschi (Fossalonga, dicembre 1917).
Nel 1917 il Gruppo ha svolto 273 voli di guerra.
Il 23 gennaio 1918 cede la 78^ ed il 2 febbraio si sposta al campo di aviazione di Isola di Carturo dove arriva la 3ª Sezione SVA.
Il 26 marzo, il reparto fu rinominato VI Gruppo squadriglie da caccia a Casoni di Mussolente con il Comando a Rossano Veneto ed era composto dalla 76ª Squadriglia con velivoli Hanriot e dalla 81ª Squadriglia con velivoli Nieuport, entrambe posizionate ai piedi del Grappa in località Casoni di Mussolente al comando del Magg. Vincenzo Lombard dal 30 marzo. 
Alla fine il Gruppo svolse 626 combattimenti aerei con 179 vittorie avendo in forza 14 assi dell'aviazione.
Alla data dell'armistizio di Villa Giusti, 4 novembre 1918, il Gruppo era sempre alle dipendenze della 4ª Armata con la 76ª ed 81ª Squadriglia; nell'aprile successivo vennero assegnate la 91ª Squadriglia aeroplani da caccia e la 79ª Squadriglia. 
Viene sciolto il 1º agosto 1919.
Nel luglio del 1921 fu ricostituito all'Aeroporto di Aviano il VI Gruppo aeroplani da caccia al quale furono successivamente assegnate tre Squadriglie: la 76ª, la 79ª Squadriglia caccia e l'81ª con velivoli Hanriot e Spad residuati bellici.

### Nella Regia aeronautica
Con la costituzione della Regia Aeronautica il 7 maggio 1923 il 6º Gruppo aveva la 76ª Squadriglia caccia, 79ª Squadriglia caccia ed 81ª Squadriglia aeroplani all'aeroporto di Aviano ed entrò a far parte del 1º Stormo caccia terrestre, insieme al 13º Gruppo caccia ed al 23º Gruppo.
Nell'autunno del 1924 il gruppo era così composto: 73ª Squadriglia, 79ª e 81ª Squadriglia, Campo della Promessa di Lonate Pozzolo.
Dal 1º febbraio 1927 il gruppo passò all'Aeroporto di Udine-Campoformido (79ª, 81ª e 88ª Squadriglia) sui Fiat C.R.1.
Allo scoppio della seconda guerra mondiale (10 giugno 1940) il 6º Gruppo Autonomo Caccia Terrestre del Ten. Col. Armando François, dotato dei nuovi Macchi M.C.200 con la 79ª (9 MC 200), 81^ (9 MC 200) e 88ª Squadriglia (8 MC 200), raggiunse l'aeroporto di Catania-Fontanarossa e poi all'aeroporto di Comiso inquadrato nella 1ª Divisione Aerea “Aquila” del Gen. D.A. Vincenzo Velardi dell'aeroporto di Palermo-Boccadifalco della 2ª Squadra aerea. 
L'11 giugno François effettuò la sua prima missione sull'isola di Malta.
Nel novembre 1941 fu dotato dei nuovi Macchi M.C.202.
Il 17 dicembre di quell'anno il comandante del 6º Gruppo, il ten. col. Vezio Mezzetti fu abbattuto nel cielo di Malta e fu insignito della Medaglia d'oro al valor militare.
Nel gennaio 1942, alla ripresa dell'offensiva italo-tedesca verso l'Egitto, il Gruppo si trovava con le Squadriglie sul campo di Uadi Tamet in Cirenaica (ad ovest di Sirte). Il 6°, a cui nel frattempo si era unito il Comando di Stormo, raggiunse il 10 dicembre 1941 l'aeroporto di Martuba, nel distretto di Derna, entrando a far parte del Distaccamento Forze aeree avanzate, costituito appositamente per sostenere i combattimenti con maggiore efficacia. 
Il 10 febbraio successivo va all'aeroporto di Benina.
I suoi MC 202 partecipano all'offensiva dell'Asse del 26 maggio 1942 quando prima dell'alba, 9 Fiat C.R.42 eseguono un attacco contro l'aeroporto militare di Gambut che viene subito dopo colpito da 59 MC 202: risultano colpiti 24 caccia avversari in fase di decollo.
Nel giugno del 1942 venne ordinato il rientro in Italia e il gruppo fece l'ultima azione di guerra il 17 giugno. Fu schierato in difesa del triangolo industriale della Lombardia-Piemonte-Liguria, operando dall'aeroporto di Albenga (81ª Sq.), dall'aeroporto di Varese-Venegono (79ª Sq.) e dall'aeroporto di Torino-Caselle (88ª Sq.). 
Tornò in Nordafrica, a Martuba, giungendo sul quel campo l'8 e il 9 novembre. Il gruppo (79ª ed 81ª squadriglia) va a Sfax, nei primi giorni di gennaio del 1943 sugli MC 202, operando tra l'aeroporto di Pantelleria, la Tunisia e Catania fino al 1943, quando a fine giugno le squadriglie furono richiamate ad Osoppo.
Fu sciolto con l'armistizio di Cassibile dell'8 settembre 1943.

### Nell'Aeronautica Militare
Il 27 agosto 1951, l'Aeronautica Militare ricostituisce sull'aeroporto di Napoli-Capodichino sotto il 4º Stormo caccia il "6º Gruppo Intercettori" composto dalla 79ª e 81ª Squadriglia, divenne così il primo dell'Aeronautica ad essere dotato di velivoli a reazione e per la precisione con i de Havilland DH.100 Vampire; sempre in seno al 6º Gruppo il 2 giugno 1952 si ha la prima uscita ufficiale della prima pattuglia acrobatica dotata di aviogetti, quella del Cavallino Rampante al Comando del Capitano Gianbattista Ceoletta, il 1º settembre 1952 il Gruppo fu trasferito al 6º Stormo nell'ambito del quale assunse il numero distintivo di 154º Gruppo.
Venne nuovamente costituito nell'ottobre del 1955, come "6º Gruppo caccia Ogni Tempo" (COT) in seno alla 51ª Aerobrigata (ex 51º Stormo) di Istrana; il 2 novembre 1955 ricevette i primi due caccia F-86K dell'Aeronautica Militare. Il 1º maggio 1956 passò alle dipendenze del nuovo 1º Stormo caccia Ogni Tempo della 51ª Aerobrigata, incorporando successivamente la 64ª Squadriglia e la 65ª Squadriglia. 
Le derive dei suoi F-86K furono le prime dalla fine della guerra ad innalzare l'Arciere con il motto "Incocca tende scaglia".
Il 1º maggio 1959 il 6º Gruppo caccia fu sciolto, il suo materiale di volo, velivoli e uomini vennero assorbiti dal 22º Gruppo, ma la sua storia non termina qui e fu riorganizzato come reparto missilistico ed esattamente come 6º Gruppo intercettori teleguidati (poi 16º Stormo I.T.), costituito lo stesso giorno, nella 1ª Aerobrigata IT ed esattamente sull'Aeroporto di Campoformido dove stazionerà fino all'ottobre 1962 per poi andare sull'Aeroporto di Treviso-Sant'Angelo. Il 1º febbraio 1964 il 6º Gruppo mutò denominazione in 16º Reparto IT.